# Hostrup-Schultz
Familien Hostrup-Schultz har igennem de sidste mange århundreder været en stor del af dansk erhvervsliv, Familiens bogtrykkeri fra 1600-tallet lagde grunden til familiens voksende formue. Trykkeriet fik status af kongelig hofleverandør, da det trykte bøger til de danske universiteter. Trykkeriet overgik i 1980'ne til et fond og hedder i dag Schultz.
Familien Schultz stammer fra det nordtyske Braunschweig og kom til Danmark og bliver sammensat med familien Hostrup.
De ejede større jordbesiddelser i Midtjylland, deriblandt Kongsø Plantage, der dog blev opdelt i to  i slutningen af 1990'erne, hvoraf den ene del blev solgt fra.
I dag er der kun et medlem tilbage med det oprindelige slægtsnavn: Sønnen af advokat Birthe Marie Hostrup-Schultz og advokat Thomas Nielsen:  Lars Christian Hostrup-Schultz (født 19. marts 1969).